# Liste der Mitglieder der Deutschen Akademie der Naturforscher Leopoldina/1954
Die Liste der Mitglieder der Deutschen Akademie der Naturforscher Leopoldina für 1954 listet alle Personen, die im Jahr 1954 zum Mitglied berufen wurden. Insgesamt gab es 17 neu gewählte Mitglieder.

## Neu gewählte Mitglieder
| Nr. 1 | Name                      | Beiname 1 | Geboren       | Aufnahme 1 | Gestorben     | Sektion                                      | Bild                                                                                          | Datenbank                 |
| ----- | ------------------------- | --------- | ------------- | ---------- | ------------- | -------------------------------------------- | --------------------------------------------------------------------------------------------- | ------------------------- |
|       | Wulf Emmo Ankel           |           | 1. Aug. 1897  |            | 25. März 1983 | Zoologie                                     |                                                                                               | Wulf Ankel                |
|       | Alois Beutel              |           | 1900          |            | 1967          | Innere Medizin                               |                                                                                               | Alois Beutel              |
|       | Erwin Bünning             |           | 23. Jan. 1906 |            | 4. Okt. 1990  | Botanik                                      |                                                                                               | Erwin Bünning             |
|       | Hermann Frenzel           |           | 16. Mai 1895  |            | 3. Dez. 1967  | Oto-Rhino-Laryngologie                       | Grab von Hermann Frenzel                                                                      | Hermann Frenzel           |
|       | Walther Fromme            |           | 1879          |            | 1972          | Mikrobiologie und Immunologie                |                                                                                               | Walther Fromme            |
|       | Kurt Gutzeit              |           | 2. Juni 1893  |            | 28. Okt. 1957 | Innere Medizin                               | Kurt Gutzeit                                                                                  | Kurt Gutzeit              |
|       | Joseph Ehrenfried Hofmann |           | 7. März 1900  |            | 7. Mai 1973   | Wissenschafts- und Medizingeschichte         | Josef Ehrenfried Hofmann (Mitte) mit Bertram Huppert (links) und Günter Pickert (rechts) 1961 | Joseph Hofmann            |
|       | Anton Koch                |           | 1901          |            | 1978          | Zoologie                                     |                                                                                               | Anton Koch                |
|       | Georg Kükenthal           |           | 30. März 1864 |            | 20. Okt. 1955 | Botanik                                      |                                                                                               | Georg Kükenthal           |
|       | Max Alwin Liebers         |           | 1879          |            | 1956          | Psychiatrie, Med. Psychologie und Neurologie |                                                                                               | Max Liebers               |
|       | Gustav Mestwerdt          |           | 1910          |            | 1979          | Geburtshilfe und Gynäkologie                 |                                                                                               | Gustav Mestwerdt          |
|       | André Pirson              |           | 26. März 1910 |            | 7. Feb. 2004  | Botanik                                      |                                                                                               | André Pirson              |
|       | Joachim-Heinrich Schultze |           | 1903          |            | 1977          | Geographie                                   |                                                                                               | Joachim-Heinrich Schultze |
|       | Arthur Simon              |           | 25. Feb. 1893 |            | 5. Mai 1962   | Chemie                                       |                                                                                               | Arthur Simon              |
|       | Erwin Stresemann          |           | 22. Nov. 1889 |            | 20. Nov. 1972 | Zoologie                                     | Erwin Stresemann                                                                              | Erwin Stresemann          |
|       | Maximilian Watzka         |           | 1905          |            | 1981          | Anatomie                                     |                                                                                               | Maximilian Watzka         |
|       | Leopold von Ubisch        |           | 4. März 1886  |            | 26. Juli 1965 | Zoologie                                     |                                                                                               | Leopold von Ubisch        |